# 费尔南·莱热
约瑟夫·费尔南·亨利·莱热（法語：Joseph Fernand Henri Léger，法語發音：[fɛʁnɑ̃ leʒe]；1881年2月4日—1955年8月17日），法国画家、雕塑家、电影导演。早年由印象派、野兽派转入立体派，1909年与罗贝尔·德洛奈一起倡导“由反差引起的自由色彩之战”。第一次世界大战中参加了凡尔登战役，之后进入了“活力时期”，创作了一批描绘劳动者的图画。1920年代到1940年代，雷捷往返于法国、美国之间，1935年在纽约现代艺术博物馆举办了个人展，1945年加入法国共产党。晚年转入古典主义风格，曾为联合国总部作画。1955年获圣保罗双年展大奖，同年逝世。